# Hermann Erler (Komponist)
Hermann Erler (Pseudonyme: Charles Morley, Bernhard Reichel, Ernst Scherz; * 3. Juni 1844 in Radeberg; † 13. Dezember 1918 in Berlin) war ein deutscher Verleger, Komponist und Autor.

## Leben
Erler gründete 1881 mit Franz Ries in Berlin den Musikverlag Ries & Erler, den er bis zu seinem Tod mit Ries leitete. Hier veröffentlichte er 1886 den Briefband Robert Schumanns Leben aus seinen Briefen geschildert von Hermann Erler. Als Komponist veröffentlichte er unter dem Pseudonym Ernst Scherz Werke wie die Humoreske über das Volkslied „Kommt ein Vogel geflogen“ im Style der Meister Bach, Mozart, Beethoven, Chopin, Strauss, Verdi, Weber und Wagner und Der Carneval von Venedig, parodistische Variationen im Style der Componisten Händel, Haydn, Schumann, Chopin, Mendelssohn, Meyerbeer, Gounod, Strauss, Richard Wagner, sowie im Style des ungarischen Tanzes und der türkischen Schaarwache. Gedichte Erlers wurden u. a. von Erik Meyer-Helmund und Arnold Mendelssohn komponiert. Schließlich verfasste Erler eine Reihe dramatischer Werke, darunter Werinher (1896), Der Nöck (1900), Marienkind (1897), Kampf und Recht (1896), Philänis (1896) und Reineke Fuchs (1896).

## Werke (Auswahl)
- Robert Schumann’s Leben. Aus seinen Briefen geschildert von Hermann Erler. Mit zahlreichen Erläuterungen und einem Anhang, enthaltend die nicht in die „Gesammelten Schriften“ übergegangenen Aufsätze R. Schumann’s, Berlin 1887, 2 Bände (Digitalisat)